# Blendarkade

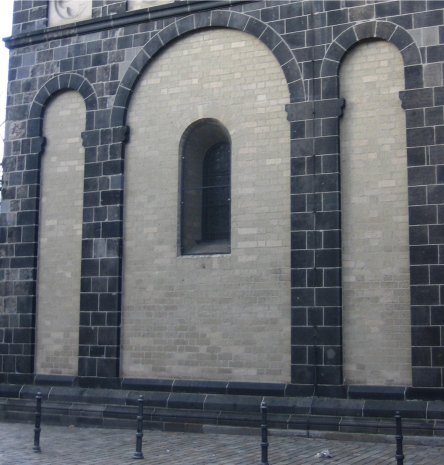
Blendarkaden am Quirinus-Münster in Neuss

Eine Blendarkade (auch Blendarkatur) ist eine zur Gliederung einer geschlossenen Wandfläche aufgelegte Arkade.

## Beschreibung, Geschichte, Verwendung
Im Unterschied zur Arkade mit offenen Bögen ist die Blendarkade geschlossen, d. h. der Wand zur Verzierung nur aufgeblendet und bildet somit nischenartige Vertiefungen. Sie dient technisch zur Mauererleichterung, ästhetisch zur Verzierung des Bauwerkes. Ein einzelner solcher dekorativer Bogen wird Blendbogen genannt.
Blendarkaden sind gliedernde Fassadenteile vor allem bei romanischer und gotischer Architektur, sie waren jedoch schon bei den Römern bekannt und auch später noch ein gern verwendetes Motiv der rhythmischen Fassadengliederung oder zur Umrahmung, ebenfalls in der Reliefskulptur (Chorschranken, Elfenbeine, Antependien usw.).

## Beispiele

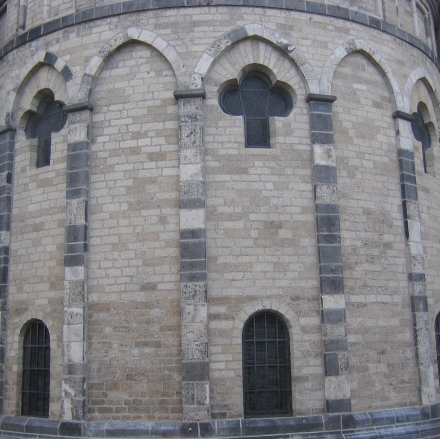
Spitzbogige Blendarkaden an der Apsis vom Quirinus-Münster in Neuss
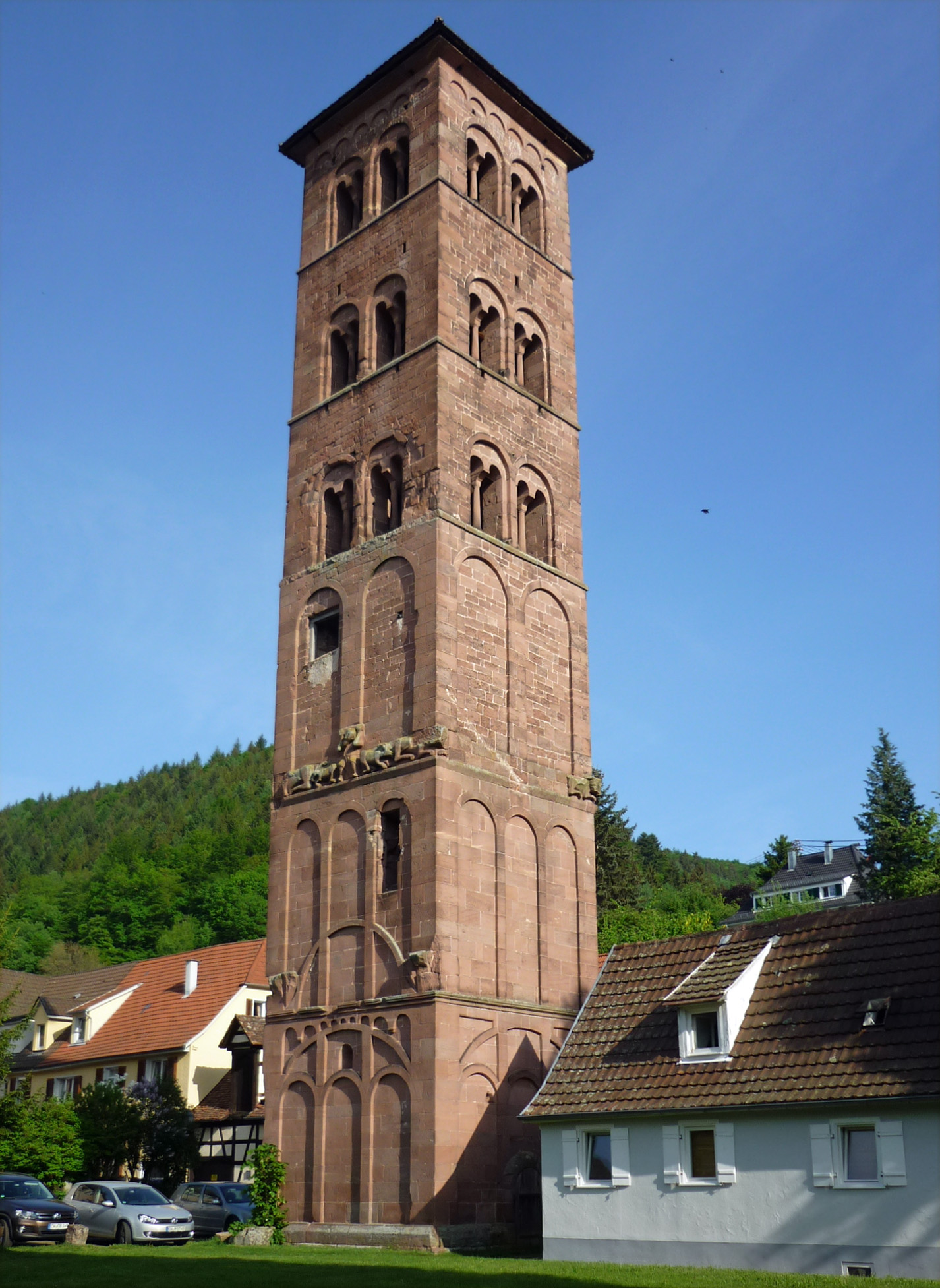
Eulenturm, Kloster Hirsau
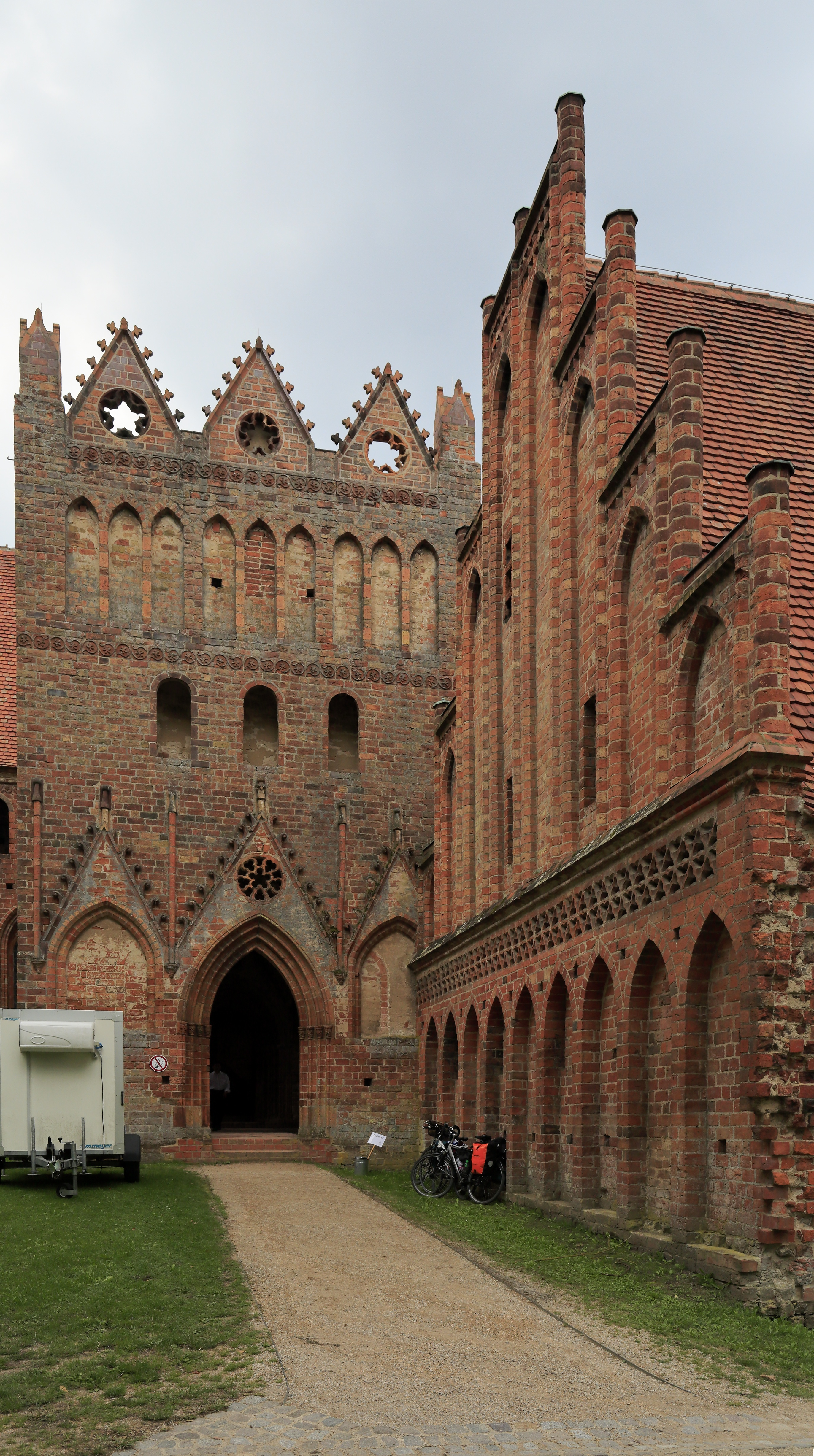
Brauhaus und Westflügel von Kloster Chorin
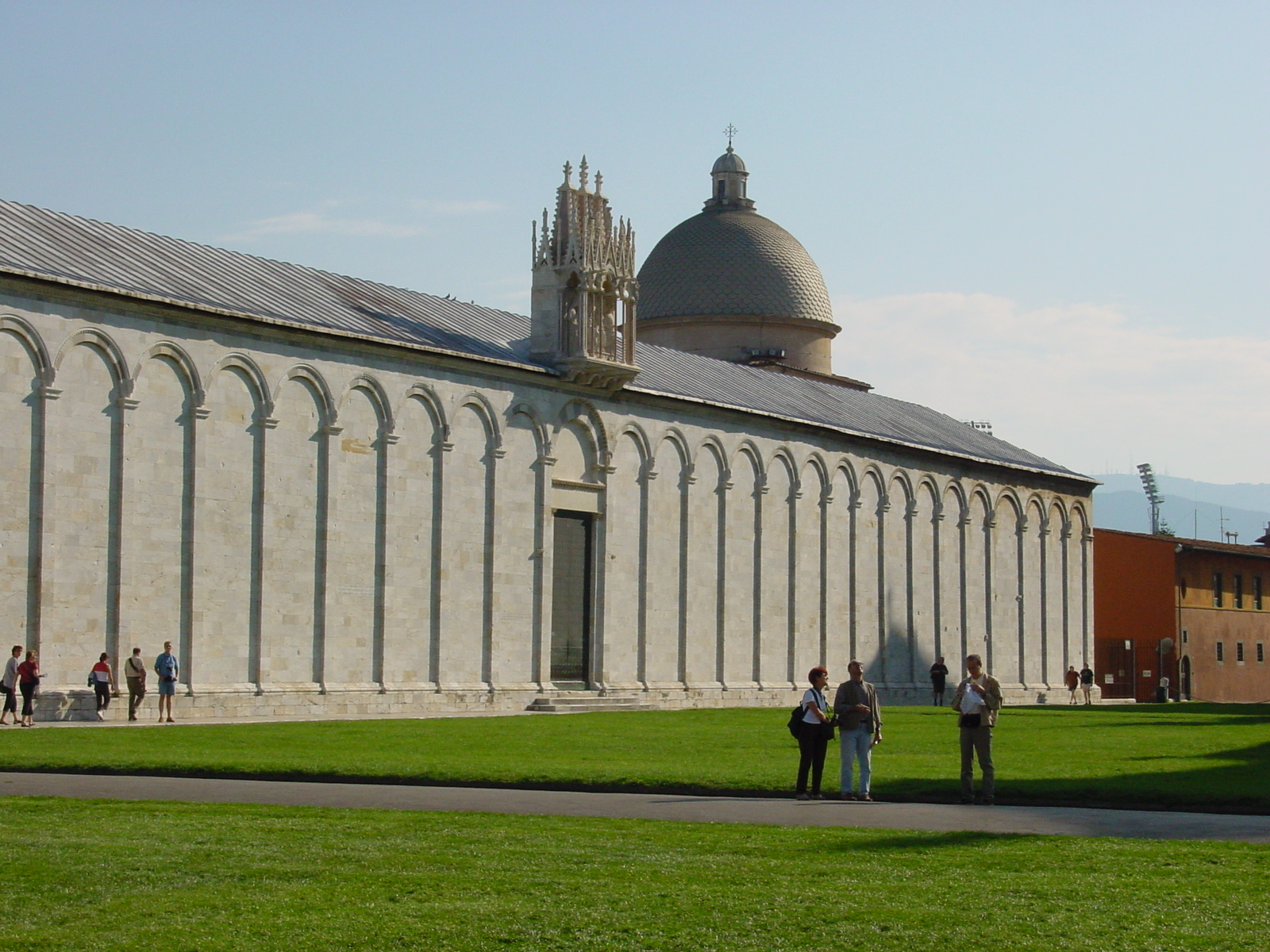
Camposanto Monumentale, Pisa
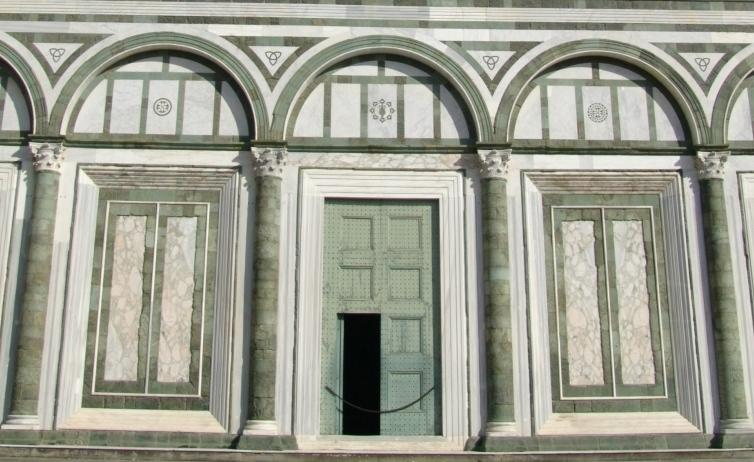
Blendarkaden als Marmorinkrustation an der Fassade von San Miniato al Monte in Florenz
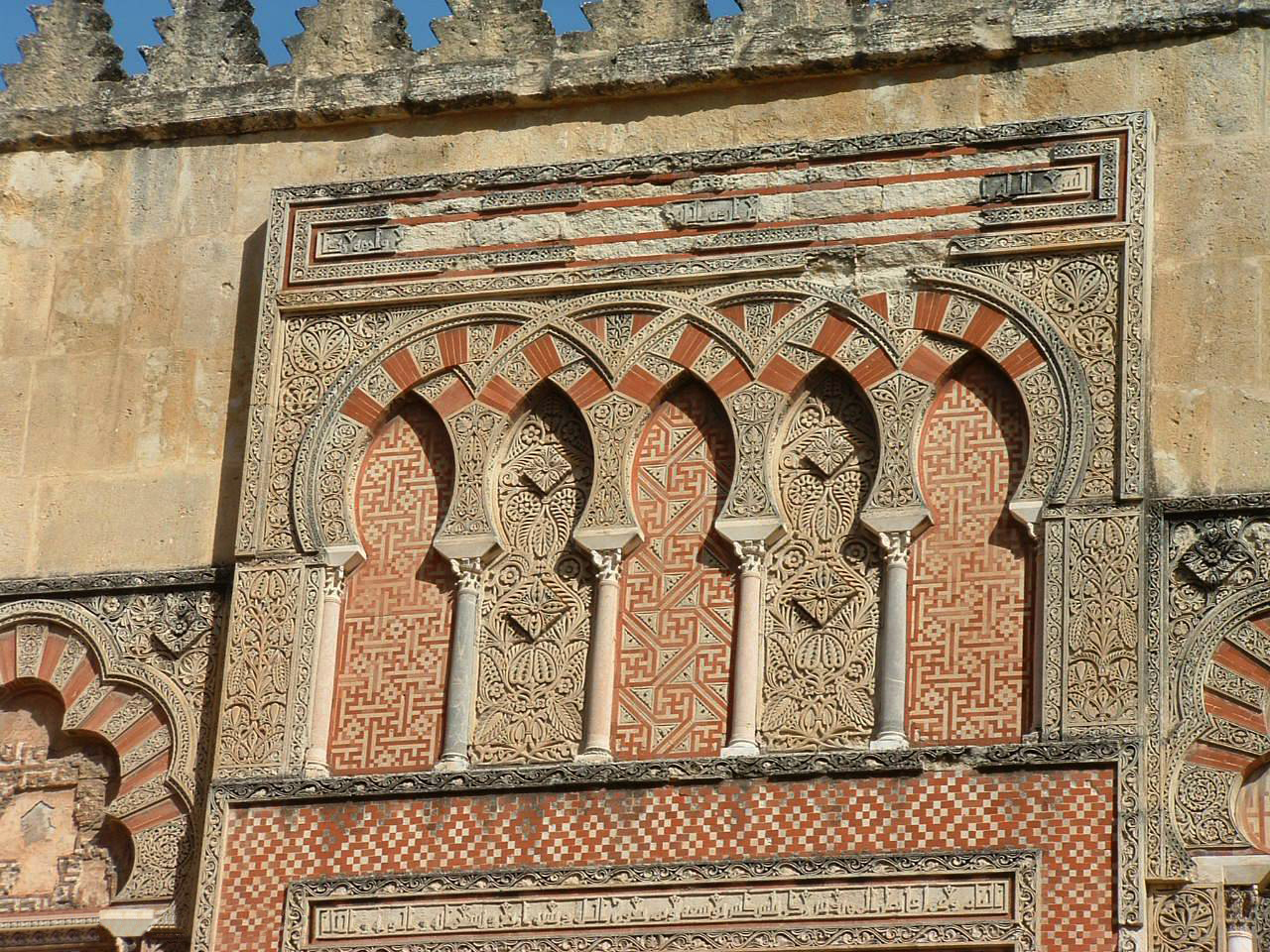
Mezquita-Catedral de Córdoba
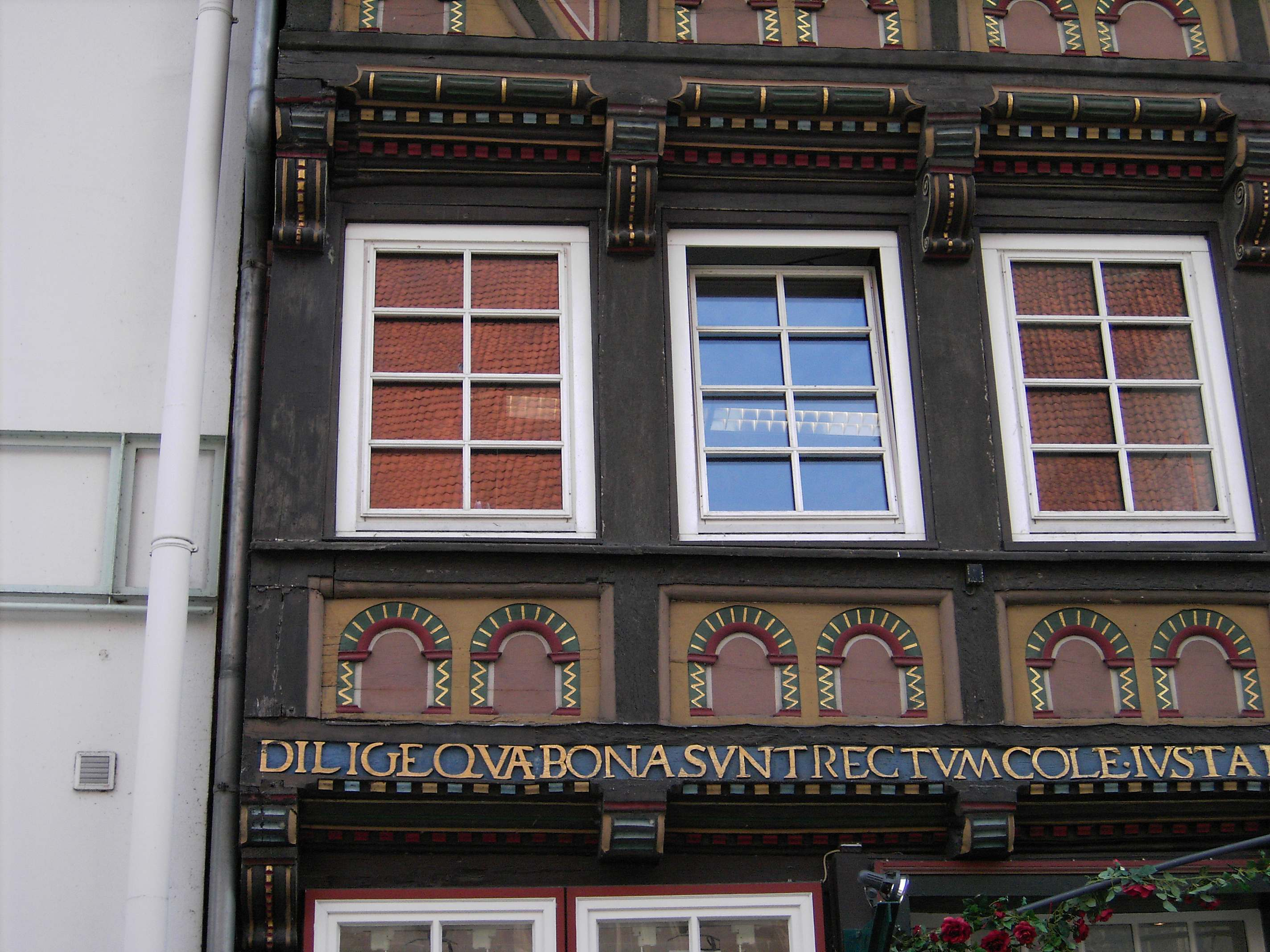
Hölzerne Brüstungstafeln mit Blendarkaden an einem Fachwerkhaus (Hann. Münden)
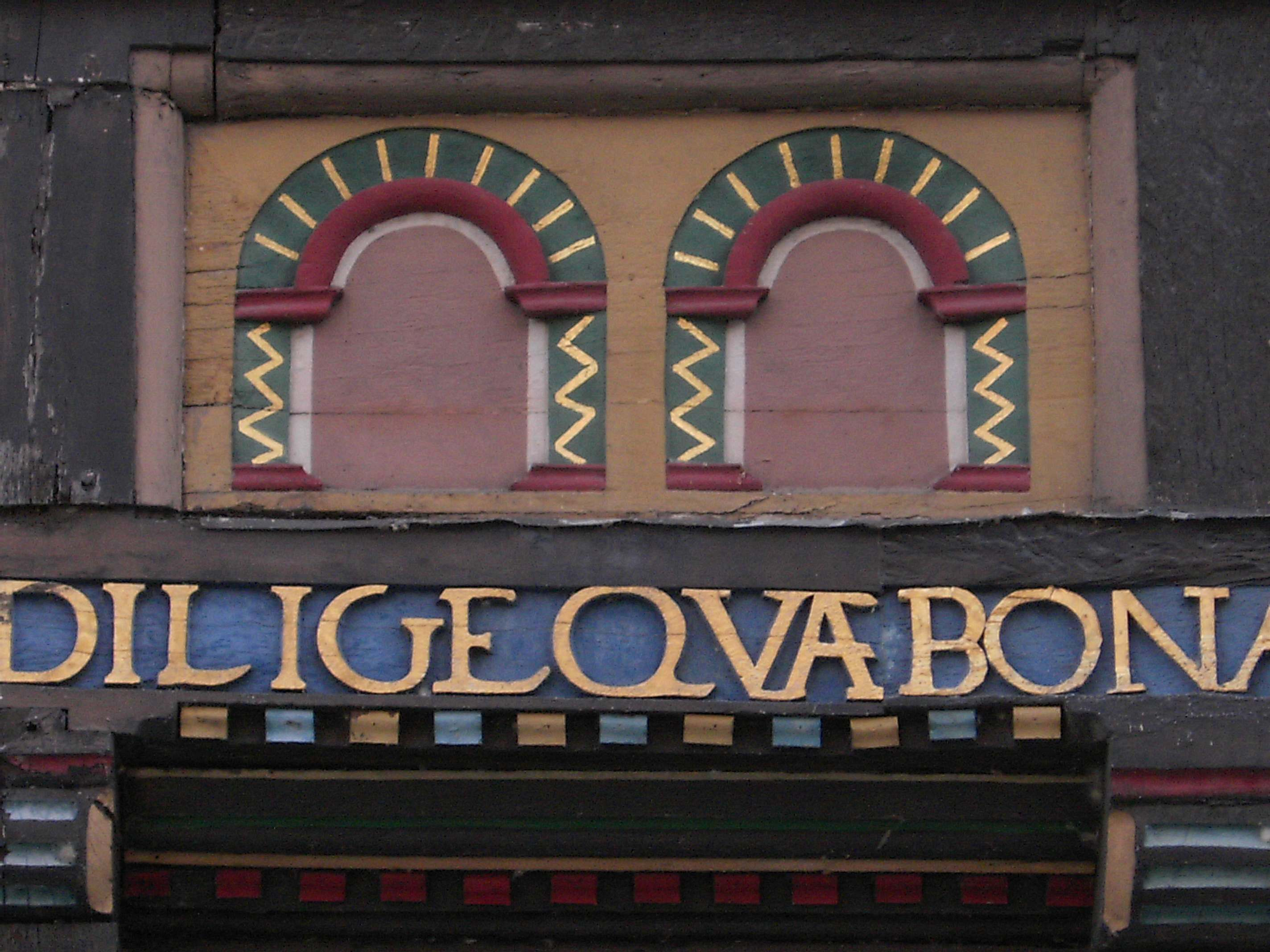
Detail der vorangegangenen Abbildung